# Anthophora planca
Anthophora planca är en biart som beskrevs av Pérez 1895. Anthophora planca ingår i släktet pälsbin, och familjen långtungebin. Inga underarter finns listade i Catalogue of Life.